# أبو بكر الخوارزمي
أَبُو بكر مُحَمَّد بن مُوسَى بن مُحَمَّد الْخَوَارِزْمِيّ، ثم البغدادي  (ت. 403هـ ) فَقِيه بَغْدَاد، ومُفتيها، وكان شيخ الحنفية في زمانه، وهو قليل الرواية. وتخرج به فقهاء بغداد.

## سيرته
تفقه بِأبي بكر أحمد بن علي الرازِي، وسمع من أبي بكر الشافعي، وحدث عنه البرقاني، وتتلمذ على يديه أبو عبد الله الحسين بن علي الصيمرِي، وممن أخذ عنه ولده مسعود أبو القاسم، ومات سنة 423 هـ.
- قَالَ الصَّيْمَرِيّ: «مَا شَاهد النَّاس مثله في حسن الْفَتْوَى والإصابة وَحسن التدريس دعِي إِلَى ولَايَة الحكم مرَارًا فَامْتنعَ مِنْهُ وَكَانَ مُعظما في النُّفُوس مقدما عِنْد السُّلْطَان والعامة لَا يقبل لأحد من النَّاس برا وَلَا صلَة وَلَا هَدِيَّة.»
- قَالَ أَبُو بكر الْكرْمَانِي البرقاني: «وسَأَلته عَن مذْهبه في الْأُصُول فَقَالَ سمعته يَقُول: ديننَا دين الْعَجَائِز ولسنا من الْكَلَام في شَيْء، وَكَانَ لَهُ إِمَام حنبلي يُصَلِّي بِهِ»[1][3]

مات ليلة الجمعة 18 جمادى الأولى سنة 403 هـ، قال الخطيب البغدادي: «ودفن بمنزله بدرب عيده»، وقال محمد بن الحسن الخلال: «نقل في سنة ثمان إِلى تربة بسويقة غالب». 